# 異相五角台塔丸塔
在几何学中, 異相五角台塔丸塔(英文:Pentagonal gyrocupolarotunda)是约翰逊多面体的一种 (J33). 像同相五角台塔丸塔 (J32), 它的构造包含一个五角帳塔 (J5)和一个五角罩帳 (J6)的十边形面合在一起来创造。區別在於這個多面体,兩個半部相對旋轉36度.

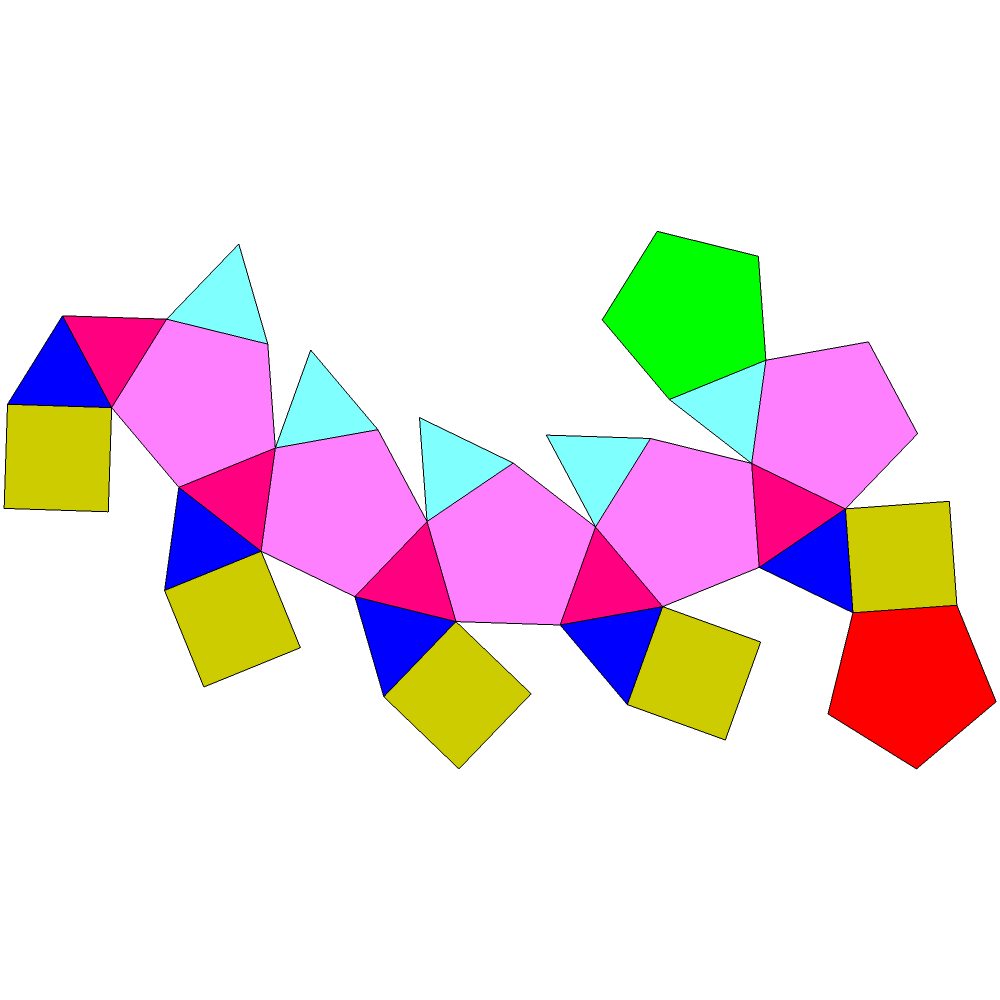
展开图

## 公式
如果所有面都是正多边形,我们可以使用此数学公式来计算其体积和表面積 , 邊長是 a:
{\displaystyle V={\frac {5}{12}}(11+5{\sqrt {5}})a^{3}\approx 9.24181...a^{3}}
{\displaystyle A=(5+{\frac {15}{4}}{\sqrt {3}}+{\frac {7}{4}}{\sqrt {25+10{\sqrt {5}}}})a^{2}\approx 23.5385...a^{2}}

## 相关网站
- Eric W. Weisstein, Pentagonal gyrocupolarotunda （页面存档备份，存于） (Johnson solid （页面存档备份，存于）) at MathWorld.